# Friedrich-Wilhelm Busse

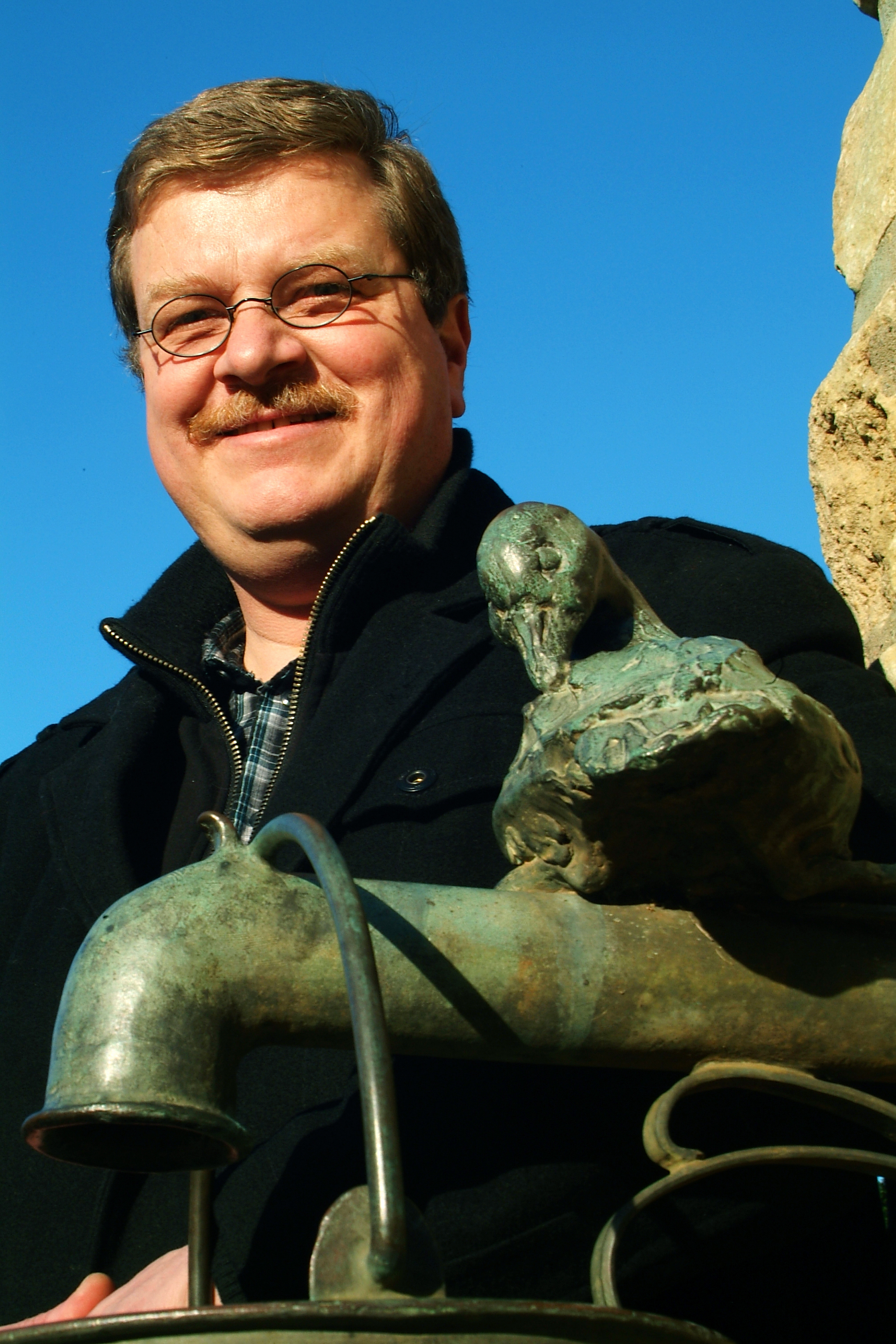
Friedrich-Wilhelm Busse im Jahr 2011

Friedrich-Wilhelm Busse, genannt Willem (geboren 11. Juni 1962 in Hannover; gestorben 28. März 2020 ebenda), war ein deutscher Tierarzt, Politiker und Heimatforscher.

## Leben
Friedrich-Wilhelm Busse war Angehöriger der Familie Busse, die sich bereits im 14. Jahrhundert in Groß-Buchholz niederließ. Er studierte Veterinärmedizin an der Tierärztlichen Hochschule Hannover, an der er 1973 seine Dissertation zum Einfluß unterschiedlicher K-Versorgung auf Fruchtbarkeit, histologischen Aufbau und Elektrolytzusammensetzung des Genitaltraktes bei weiblichen Kaninchen und Ratten ablegte.
Er war langjähriges Mitglied der CDU und ab 2006 fünf Jahre kulturpolitischer Sprecher der CDU-Fraktion im Rat der Stadt Hannover. Zudem wirkte er in der Kommunalpolitik ab dem 1. November 1996 durchgängig bis zu seinem frühen Tod als Stadtbezirksrat im Stadtbezirk Buchholz-Kleefeld. Parallel dazu wirkte er ab 2006 als Ratsherr der Landeshauptstadt Hannover. 2011 trat er aus der CDU aus, da ihm „seine“ Partei für die anstehende Kommunalwahlen einen aussichtsreichen Listenplatz verweigerte. Zeitweilig dann ohne Zugehörigkeit zu einer Fraktion, kandidierte er 2016 erfolgreich als Parteiloser auf der Liste der SPD, um sein ehrenamtliches kommunalpolitisches Engagement fortführen zu können.

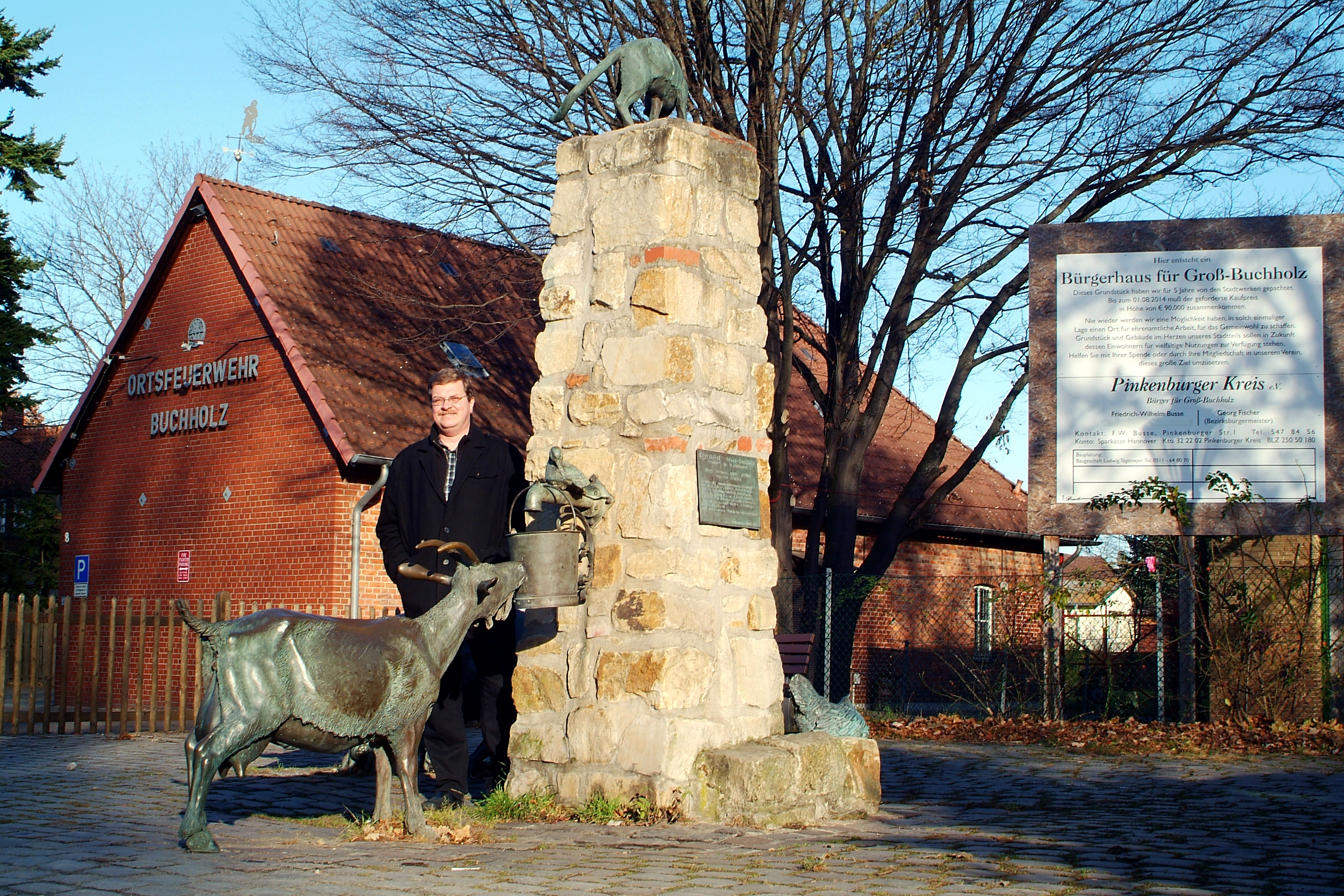
Busse an dem 1997 durch den Bildhauer Bernd Maro gestalteten Dorfbrunnen

Insbesondere im hannoverschen Stadtteil Groß-Buchholz hinterließ Busse zahlreiche Spuren. Er wirkte in vielen Vereinen wie beispielsweise der Groß-Buchholzer Schützengesellschaft von 1879 e.V. und war Gründer und Vorsitzender des Pinkenburger Kreises. Er engagierte sich für Aktionen wie „Buchholz meets Buchholz“ und insbesondere in zahlreichen sozialen Projekten, darunter vor allem integrationspolitisch. Lokalpolitisch galt Busse, der zudem eine örtliche Dorfchronik verfasste, als federführend.
Busse war maßgeblich engagiert beim Umbau einer ehemaligen Transformatorenstation der Stadtwerke Hannover zum „Bürgerhaus Groß-Buchholz“ und gestaltete zugleich eine Industriebrache zu einem Ort für Kunst, Kultur und des Zusammentreffens um. Auch der Groß-Buchholzer Dorfbrunnen verdankt seine Aufstellung der Initiative Busses. Zudem kämpfte er lange für den Erhalt des Köritzhofes.

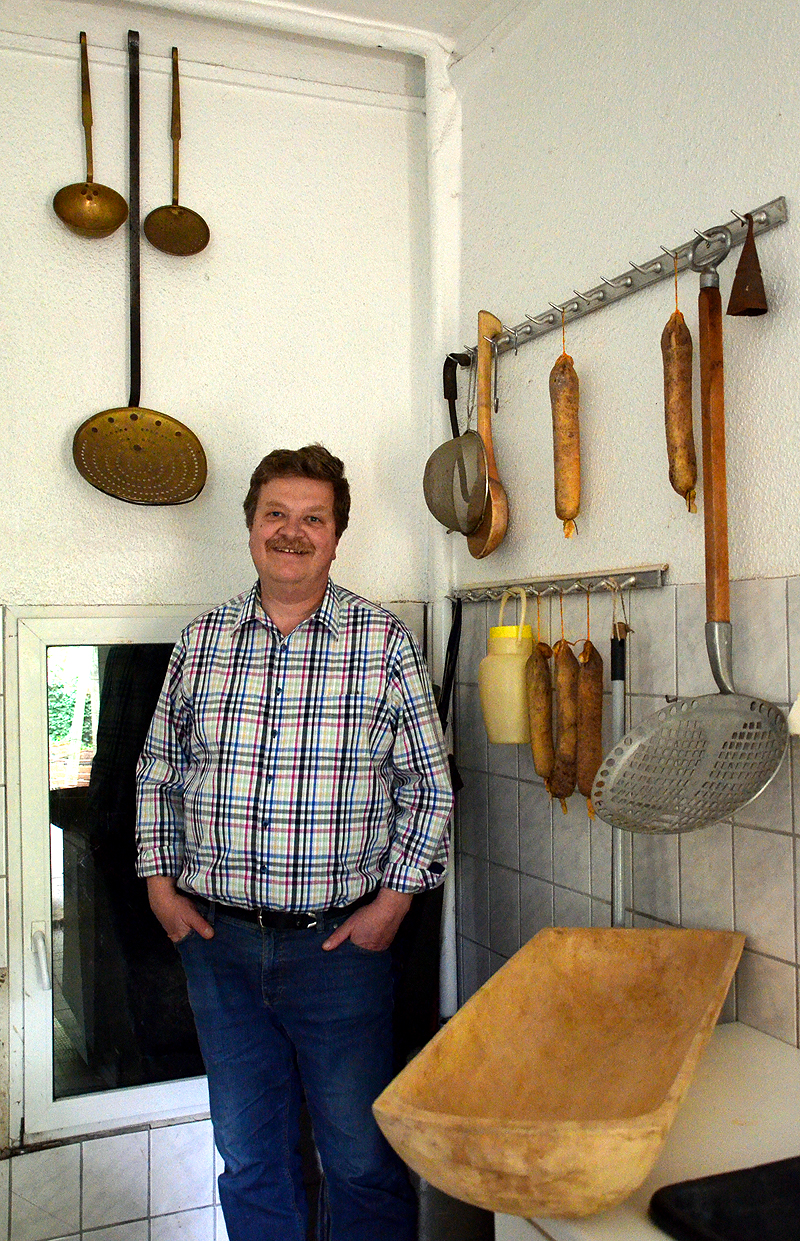
Busse 2014 in seiner hauseigenen Schlachterei mit selbstgemachten Würsten, Siede-Kellen und Holztrog

Bundesweit geriet Busse in die Schlagzeilen, als ihm sein Ferkel namens Manfred ausbüxte und erst in der benachbarten Kindertagesstätte wieder eingefangen werden konnte.
Busse arbeitete viele Jahre als Geschäftsführer der nach dem Kaufmann und Berufsschul-Gründer Friedrich Buhmann benannten Dr. Buhmann Stiftung für interreligiöse Verständigung; eine Stiftung, die sich für den Interreligiösen Dialog insbesondere zwischen Christen und Muslimen einsetzt. 2019 nahm Busse die Wahl zum stellvertretenden Vorsitzenden der Stiftung an.

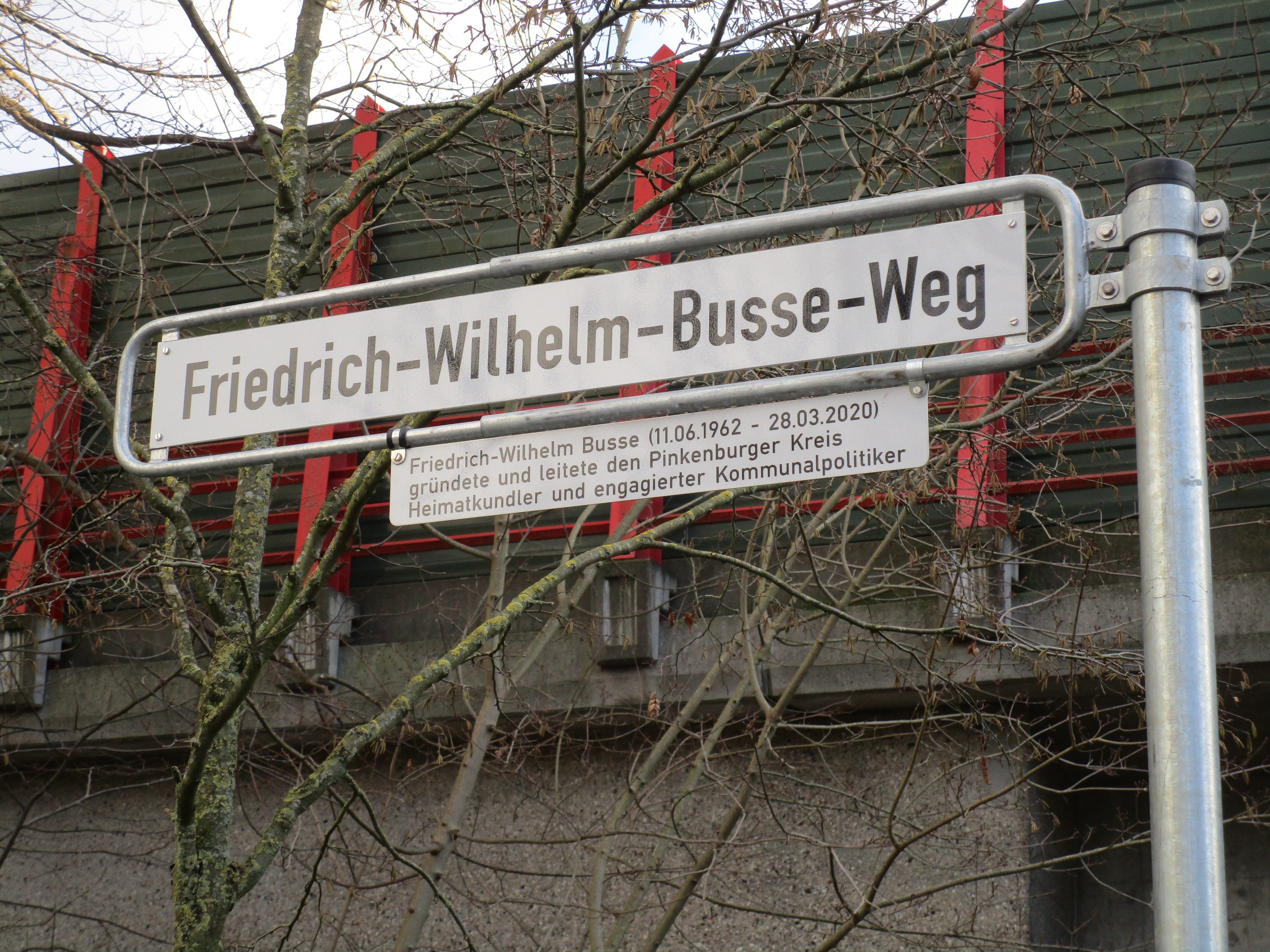
Straßenschild des posthum benannten Friedrich-Wilhelm-Busse-Weges

Zu den dem Kommunalpolitiker entgegengebrachten Ehrungen und verliehenen Auszeichnungen zählen
- das Ehrenzeichen der Stadt Hannover für kommunalpolitisches Engagement,[1]
- der Bürgerpreis des Stadtbezirksrates Groß-Buchholz,[5]
- die Verleihung des Niedersächsischen Verdienstordens am Bande[1] am 23. Mai 2018[8]
- die Würdigung durch die Verleihung des Bundesverdienstkreuzes, das Busse im Mai 2019 durch den niedersächsischen Ministerpräsidenten Stephan Weil überreicht wurde[5]
- und die posthum am 11. November 2021 vorgenommene Wegbenennung durch einen Grünzug, der zum Groß-Buchholzer Bürgerhaus und der benachbarten Freiwilligen Feuerwehr führt: Dem Straßenschild für den „Friedrich-Wilhelm-Busse-Weg“ wurde eine erläuternde Legendentafel beigefügt.[5]

Friedrich-Wilhelm Busse starb nach langer Krankheit im März 2020 im Alter von 57 Jahren in Groß-Buchholz.

## Schriften (Auswahl)
- Gross-Buchholz,
  - Band 1: Bilder und Geschichten aus vergangenen Tagen, 1. Auflage, Horb am Neckar: Geiger, 1992, ISBN 3-89264-739-9
  - Band 2: Bilder und Geschichten aus alten und neuen Tagen, 1. Auflage, Horb am Neckar: Geiger, 1995, ISBN 3-89570-062-2